# Montanhas
Montanhas là một đô thị thuộc bang Rio Grande do Norte, Brasil. Đô thị này có diện tích 82 km², dân số năm 2007 là 12383 người, mật độ 151,1 người/km².